# Il cantuccio della strega
Il cantuccio della strega (titolo originale Hag's Nook) è un romanzo giallo di John Dickson Carr, pubblicato nel 1933. È il primo romanzo in cui compare il personaggio del dottor Gideon Fell.

## Trama
Ted Rampole, un giovane americano, è in vacanza in Inghilterra. Attraverso comuni conoscenti viene invitato come ospite del dottor Gideon Fell, un lessicografo in pensione, nella cittadina di Chatterham, nel Lincolnshire; apparentemente il villaggio più sonnolento e tranquillo di tutta l'Inghilterra. Rampole è tanto più lieto dell'invito in quanto sul treno ha conosciuto un'affascinante ragazza, di cui si innamora a prima vista, di nome Dorothy Starberth. Ma una sinistra atmosfera sembra aleggiare sulla cittadina, emanante dalle rovine dell'antica prigione ormai in disuso, il cui direttore era in passato, per tradizione, un membro della famiglia Starberth. Una leggenda vuole che sul primogenito della famiglia pesi una maledizione secondo la quale è destinato a morire con il collo spezzato, quale contrappasso per le centinaia di condannati a morte impiccati in passato nella prigione. Il precedente capofamiglia è morto due anni prima in circostanze che rafforzano la credenza nella maledizione, lasciando un bizzarro testamento in base al quale suo figlio dovrà rispettare l'antica tradizione di famiglia e trascorrere un'ora da solo, la notte del suo venticinquesimo compleanno, nella prigione, quale clausola necessaria per entrare in possesso dell'eredità. Malgrado la sorveglianza a distanza di Rampole, Fell e altri testimoni, il giovane Starberth verrà ritrovato ai piedi delle mura della prigione: morto, e con il collo spezzato.

## Personaggi principali
- Ted Rampole - giovane turista americano
- Martin Starberth - discendente di un'antica famiglia
- Dorothy Starberth - sua sorella
- Herbert Starberth - suo cugino
- Avvocato Payne - legale degli Starberth
- Thomas Saunders - sacerdote
- Budge - maggiordomo degli Starberth
- Signora Bundle - governante degli Starberth
- Sir Benjamin Arnold - capo della polizia della contea
- Dottor Gideon Fell - lessicografo in pensione

## Critica
"È in questa prigione infestata da fantasmi, la cui atmosfera è finemente descritta, che il chestertoniano dottor Fell risolve il suo primo caso: la morte di un giovane ubriacone depresso durante una veglia di mezzanotte. L'atmosfera alla M.R. James è, con la sola possibile eccezione de La casa stregata (che introdusse Sir Henry Merrivale), la migliore di Carr (la scena al pozzo a mezzanotte è eccellente); e la tensione è ben padroneggiata. Malgrado il fatto che alla fine del capitolo 15 siano rimasti solo due sospetti, l'identità dell'ipocrita assassino è sorprendente, grazie a un ingegnoso alibi. [...] Anche l'aspetto romantico è buono, non esagerato."

## Edizioni
- John Dickson Carr, Il cantuccio della strega, traduzione di Bruna Del Bianco, collana Il Girasole, Biblioteca Economica Mondadori, Mondadori, 1955,  p. 192.